# Villa Nauhardt

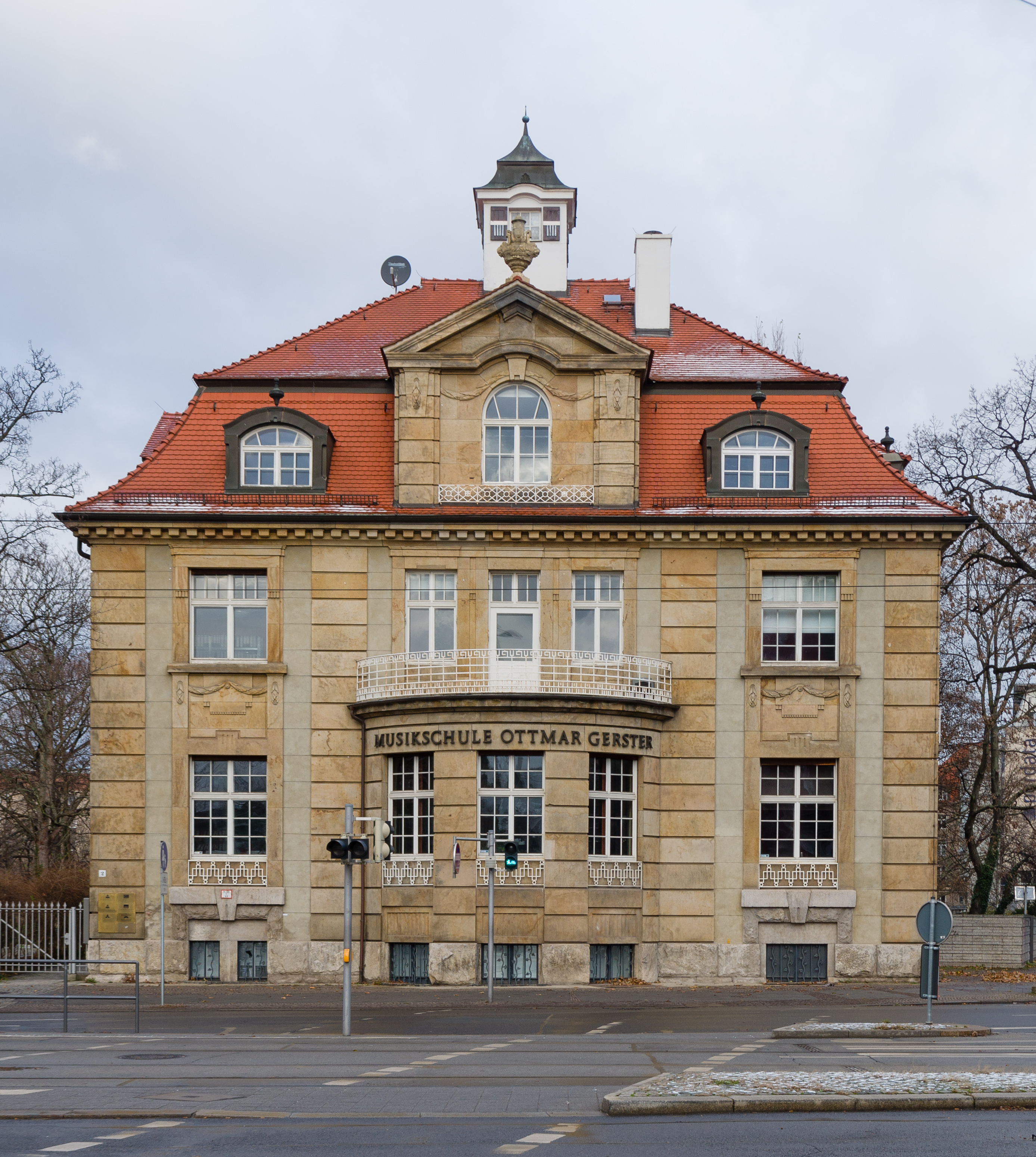
Villa Nauhardt (2013)

Die Villa Nauhardt ist eine denkmalgeschützte Villa in Leipzig.

## Geschichte
Die Villa wurde von 1904 bis 1906 für den Buchhändler und Verleger Kommerzienrat Gottfried Otto Nauhardt (in Verlag C. F. Fleischer) erbaut. In DDR-Zeiten befand sich darin die Musikschule „Ottmar Gerster“. Im Jahr 2004 wurde das Gebäude denkmalgerecht instand gesetzt. In der Villa befinden sich heute Büroräume.

## Beschreibung
Das Gebäude befindet sich in der Karl-Tauchnitz-Straße 2 im Leipziger Musikviertel direkt gegenüber dem Neuen Rathaus und wurde von dem Münchner Architekten Emanuel von Seidl (1856–1919) im Stil des Neu-Biedermeier erbaut. Das Gebäude ist zweigeschossig. Die Fassade ist in fünf Achsen unterteilt. Der Grundriss ist fast quadratisch. Das Gebäude hat ein Mansarddach, das von einem Dachreiter bekrönt wird. Die Fenster in den Seitenrisaliten zeigen in den Brüstungsfeldern Festons.

## Rezeption
Die Villa Nauhardt wurde als ein erster Ansatz angesehen, vom Historismus Arwed Roßbachs (1844–1902) loszukommen – „Seine Villa Nauhardt am Eingang zur Tauchnitzstraße steht wirklich da wie ein Märchen … ist es nicht ein Wunder, eine reizende Ironie des sühnenden Schicksals, da jetzt … dieses köstliche Biedermeierhäuschen hingebaut ist“? (Leipziger Kalender, 1906)